# Tri Nations 2020
Tri Nations 2020 war die 24. Ausgabe des jährlichen Turniers zwischen den besten Nationalmannschaften der Südhemisphäre in der Sportart Rugby Union. Beteiligt waren die Mannschaften Argentiniens, Australiens und Neuseelands. Im Gegensatz zu den Vorjahren nahm der Titelverteidiger und amtierende Weltmeister Südafrika aufgrund von Reisebeschränkungen und Sicherheitsbedenken im Zusammenhang mit der COVID-19-Pandemie nicht teil. Dies bedeutete, dass das Turnier The Rugby Championship vorübergehend wieder zum Format des Vorgängers Tri Nations zurückkehrte, bei dem jede Mannschaft je zweimal gegen die beiden anderen antrat.
Um die Spiele trotz der Pandemie vor Publikum austragen zu können, gab es anfangs die Idee, alle Partien in Neuseeland auszutragen, das im Gegensatz zu vielen anderen Ländern praktisch keine Neuansteckungen aufwies. Am 11. September kamen die beteiligten Verbände überein, dass alle Spiele stattdessen in Australien stattfinden werden. Fünf Wochen später, am 16. Oktober, gab die South African Rugby Union den Verzicht auf die Teilnahme bekannt. Neuseeland gewann das Turnier zum 17. Mal. Damit verteidigte man den Bledisloe Cup, während sich Australien die Puma Trophy sicherte.

## Tabelle
|    | Land        | Spiele | Siege | Unent. | Ndlg. | Spiel- punkte | Diff. | Bonus- punkte | Tabellen- punkte |
| -- | ----------- | ------ | ----- | ------ | ----- | ------------- | ----- | ------------- | ---------------- |
| 1. | Neuseeland  | 4      | 2     | 0      | 2     | 118:54        | + 64  | 3             | 11               |
| 2. | Argentinien | 4      | 1     | 2      | 1     | 56:84         | − 28  | 0             | 8                |
| 3. | Australien  | 4      | 1     | 2      | 1     | 60:96         | − 36  | 0             | 8                |

## Spiele und Ergebnisse
| 31. Oktober 2020 19:45 AEDT | Australien                   | 5 : 43         | Neuseeland | ANZ Stadium, Sydney Zuschauer: 25.889 Schiedsrichter: Ben O’Keeffe (Neuseeland) |
| 31. Oktober 2020 19:45 AEDT | Versuche: Lolesio 42. n.erh. | (0:26) Bericht | Versuche: Tu’inukuafe 5. erh. Moʻunga (2) 22. n.erh., 26. erh. Coles 30. erh. Ioane 71. erh. J. Barrett 73. erh. Erhöhungen: Moʻunga (5/6) Straftritte: Moʻunga (1/1) 59. | ANZ Stadium, Sydney Zuschauer: 25.889 Schiedsrichter: Ben O’Keeffe (Neuseeland) |

- Mit diesem Sieg verteidigte Neuseeland den Bledisloe Cup.

| 7. November 2020 19:45 AEDT | Australien | 24 : 22       | Neuseeland | Suncorp Stadium, Brisbane Zuschauer: 36.000 Schiedsrichter: Nic Berry (Australien) |
| 7. November 2020 19:45 AEDT | Versuche: Wright 2. n.erh. Tupou 74. erh. Erhöhungen: Hodge (1/2) Straftritte: Hodge (4/5) 21., 49., 58., 69. | (8:8) Bericht | Versuche: Ioane 9. n.erh. Taylor 51. erh. Vaa’i 79. erh. Erhöhungen: J. Barrett (2/3) Straftritte: J. Barrett (1/1) 33. | Suncorp Stadium, Brisbane Zuschauer: 36.000 Schiedsrichter: Nic Berry (Australien) |

- Erstmals seit 2010 trafen Australien und Neuseeland viermal in einem Kalenderjahr aufeinander.

| 14. November 2020 19:45 AEDT | Neuseeland                                                                                         | 15 : 25          | Argentinien                                                                                                 | Bankwest Stadium, Sydney Zuschauer: 9.063 Schiedsrichter: Angus Gardner (Australien) |
| 14. November 2020 19:45 AEDT | Versuche: Cane 53. erh. Clarke 80.+1 erh. Erhöhungen: Moʻunga (1/2) Straftritte: Moʻunga (1/1) 11. | (3 : 16) Bericht | Versuche: Sánchez 19. erh. Erhöhungen: Sánchez (1/1) Straftritte: Sánchez (6/7) 5., 26., 33., 48., 57., 77. | Bankwest Stadium, Sydney Zuschauer: 9.063 Schiedsrichter: Angus Gardner (Australien) |

- Argentinien siegte zum ersten Mal über Neuseeland.

| 21. November 2020 19:45 ADST | Argentinien                                       | 15 : 15       | Australien                                      | McDonald Jones Stadium, Newcastle Zuschauer: 11.749 Schiedsrichter: Paul Williams (Neuseeland) |
| 21. November 2020 19:45 ADST | Straftritte: Sánchez (5/6) 6., 32., 64., 68., 71. | (6:6) Bericht | Straftritte: Hodge (5/6) 4., 36., 41., 45., 57. | McDonald Jones Stadium, Newcastle Zuschauer: 11.749 Schiedsrichter: Paul Williams (Neuseeland) |

| 28. November 2020 19:45 ADST | Argentinien | 0 : 38        | Neuseeland | McDonald Jones Stadium, Newcastle Zuschauer: 10.104 Schiedsrichter: Nic Berry (Australien) |
| 28. November 2020 19:45 ADST |             | (0:7) Bericht | Versuche: Coles 12. erh. Savea 53. erh. Jordan (2) 67. erh., 70. erh. Tuipulotu 80.+4' erh. Erhöhungen: Moʻunga (4/4) Straftritte: J. Barrett (1/3) 17. | McDonald Jones Stadium, Newcastle Zuschauer: 10.104 Schiedsrichter: Nic Berry (Australien) |

- Joe Moody trat zum 50. Mal in einem Test Match für Neuseeland an.

| 5. Dezember 2020 19:45 ADST | Australien                                                                                  | 16 : 16        | Argentinien                                                                                             | Bankwest Stadium, Sydney Schiedsrichter: Ben O’Keeffe (Neuseeland) |
| 5. Dezember 2020 19:45 ADST | Versuche: Hooper 67. erh. Erhöhungen: Hodge (1/1) Straftritte: Hodge (3/4) 16., 41.+2', 51. | (6:13) Bericht | Versuche: Delguy 34. erh. Erhöhungen: Miotti (1/1) Straftritte: Sánchez (1/1) 18. Miotti (2/2) 30., 61. | Bankwest Stadium, Sydney Schiedsrichter: Ben O’Keeffe (Neuseeland) |

- Australien verteidigte die Puma Trophy.

## Statistik

### Meiste erzielte Versuche
|    | Name           | Versuche | Land       |
| -- | -------------- | -------- | ---------- |
| 1. | Richie Moʻunga | 2        | Neuseeland |
| 1. | Rieko Ioane    | 2        | Neuseeland |
| 1. | Dane Coles     | 2        | Neuseeland |
| 1. | Will Jordan    | 2        | Neuseeland |

### Meiste erzielte Punkte
|    | Name            | Punkte | Land        |
| -- | --------------- | ------ | ----------- |
| 1. | Nicolás Sánchez | 43     | Argentinien |
| 2. | Richie Moʻunga  | 41     | Neuseeland  |
| 3. | Reece Hodge     | 40     | Australien  |
| 4. | Jordie Barrett  | 12     | Neuseeland  |